# Ursați, Gorj
Ursați este o localitate componentă a municipiului Târgu Jiu din județul Gorj, Oltenia, România.
 Acest articol despre o localitate din județul Gorj este deocamdată un ciot. Puteți ajuta Wikipedia prin completarea lui.